# کیم هیون-وو
کیم هیون-وو (به کره‌ای: 김현우) کشتی‌گیر اهل کره جنوبی در دسته‌های ۶۶ و ۷۴ کیلوگرم کشتی فرنگی است.  او در دو دورهٔ بازی‌های المپیک، برندهٔ مدال طلای المپیک ۲۰۱۲ لندن و مدال برنز المپیک ۲۰۱۶ ریو شده است. هیون-وو همچنین برندهٔ مدال طلای بازی‌های آسیایی ۲۰۱۴، قهرمان مسابقات قهرمانی کشتی جهان در سال ۲۰۱۳ و قهرمان پنج دورهٔ مسابقات قهرمانی کشتی آسیا است.

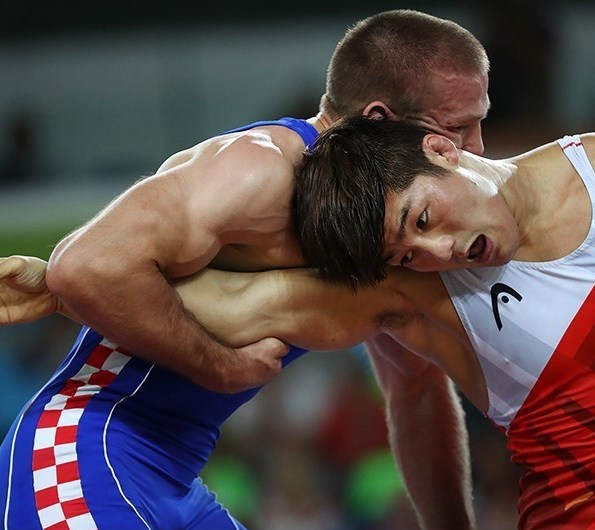
ریو 2016; کشتی فرنگی 75 کیلوگرم

## المپیک ۲۰۱۶ ریو
هیون-وو در سال ۲۰۱۶ میلادی در المپیک ۲۰۱۶ ریو در وزن ۷۵ کیلو حاضر بود که در مسابقه اول از رومن ولاسوف کشتی‌گیر روسی شکست خورد و با توجه به حضور این کشتی‌گیر در فینال، به دیدار شانس مجدد رفت. او در اولین مسابقه شانس مجدد یانگ بین از چین را شکست داد و به دیدار رده‌بندی راه یافت. وی در دیدار رده‌بندی بوزو استارسویچ کشتی‌گیر قزاقی را شکست داد و مدال برنز را بدست آورد.

## مسابقات قهرمانی کشتی جهان ۲۰۱۸
هیون-وو در وزن ۷۷ کیلوگرم کشتی فرنگی مسابقات قهرمانی کشتی جهان ۲۰۱۸ بوداپست حاضر بود که در مسابقه های اول تا سوم کاراپت چالیان از ارمنستان، بوزو استارسویچ از کرواسی را شکست داد اما در نیمه نهایی به تاماس لورینز از مجارستان باخت و به دیدار رده‌بندی رفت. وی در دیدار رده‌بندی بیلان نالگیف از ازبکستان را شکست داد و مدال برنز وزن ۷۷ کیلوگرم را بدست آورد.